# Woda zeolityczna
Woda zeolityczna – woda występująca w wolnych przestrzeniach sieci krystalicznej zeolitów. Wodę tę można uwolnić z sieci krystalicznej zeolitów przez ogrzewanie lub suszenie. Proces ten następuje stopniowo. Zmianie ulegają tylko niektóre właściwości fizyczne, ale ich struktura nie zostaje zmieniona. Zeolity mogą pochłonąć tę wodę z powrotem w tej samej ilości. Cząsteczki wody zeolitycznej mogą zostać zastąpione przez cząsteczki innych cieczy lub gazów.